# Panyu

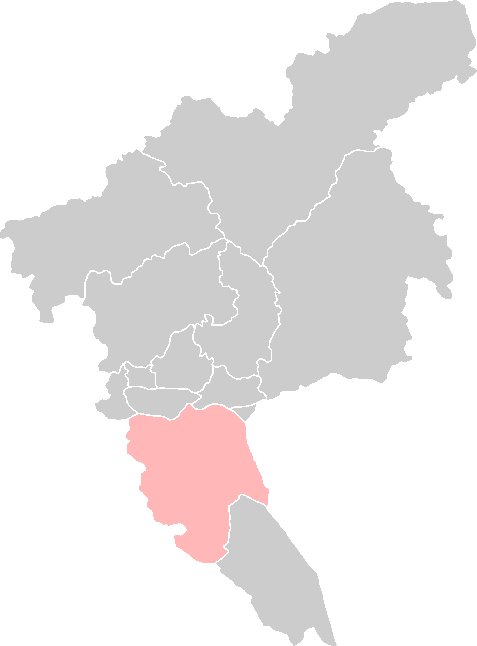
Położenie dzielnicy Panyu

Panyu (chiń. 番禺区) – dzielnica Kantonu, w prowincji Guangdong, w Chińskiej Republice Ludowej. Powierzchnia dzielnicy wynosi 661,88 km² i jest zamieszkana przez 947 607 mieszkańców.